# Герб Жовтих Вод
Герб Жовтих Вод — офіційний геральдичний символ міста Жовті Води, Дніпропетровської області. Затверджений 24 лютого 1995 р. рішенням № 55 IV сесії міської ради XXII скликання. Автор — П.Чвалко.

## Опис
На золотому щиті з лазуровою шипованою базою брунатний камінь, оперезаний трьома червоними електронними орбітами, що символізує промислову основу міста — видобуток уранової сировини. На базі зображені схрещені золоті козацькі шаблі та число 1648, що символізують переможну битву козацького війська Богдана Хмельницького з армією Речі Посполитої в урочищі річки Жовта 16 травня 1648 року. Щит увінчаний лазуровою шестернею з золотим написом «Жовті Води».